# 圈

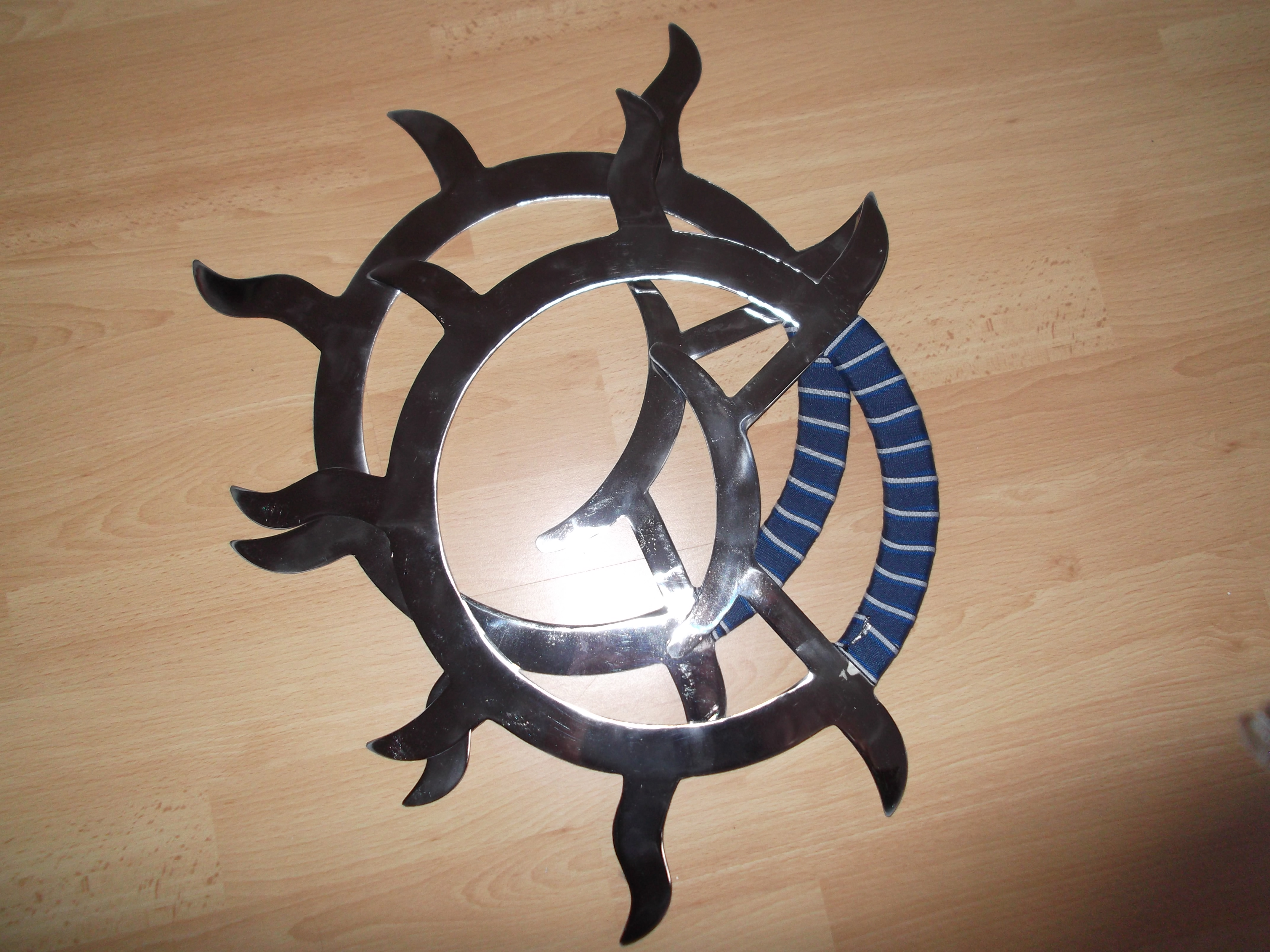
月牙がついた圈の一種

圈（けん）は中国の格闘用武器の一種。中国では風火輪と呼ばれる。
形は直径30cm弱程度の金属製の環そのもので、円弧の一部分を片手で握り殴打などに用いられる。握りの部分を残してチャクラムのように外側が刃になっている物は投擲武器としても使える。また握りの部分の内側に「月牙」という三日月状の刃をナックルガードとして付けたものもある。投擲や、環の中に敵の武器を絡めて封じるといった使い方もなされる